# Hausgauen
Hausgauen (Hüsgaie in alsaziano) è un comune francese di 380 abitanti situato nel dipartimento dell'Alto Reno nella regione del Grand Est.

## Società

### Evoluzione demografica
Abitanti censiti